# Krknjaš Veli
Krknjaš Veli je otočić u Jadranskom moru. Nalazi se istočno od otoka Drvenika Velog, od kojeg je udaljen oko 600 metara, te južno od otočića Krknjaša Malog.
Ploveći s Krknjaša Velog prema jugu se ulazi u Šoltanski kanal. Ploveći prema istoku se ulazi u Splitski kanal.
Njegova površina iznosi 0,097 km². Dužina obalne crte iznosi 1,32 km. Najviši vrh mu je na visini od 14 m.

## Vanjske poveznice
|  | Zajednički poslužitelj ima još gradiva o temi Krknjaš Veli |